# Llau de les Arguiles
La llau de les Arguiles és una llau del terme de Conca de Dalt, al Pallars Jussà, dins de l'antic terme d'Hortoneda de la Conca, en territori del poble de Pessonada.
Es forma al nord-oest de Pessonada, a ponent de l'ermita de la Mare de Déu de la Plana, des d'on davalla cap al sud-sud-oest, per la Plana i les Arguiles, fins que, entre Hortells (nord-oest) i Llagunes s'uneix a la llau de la Marrada per tal de formar el barranc dels Rius.